# Lars Porsenna
Lars Porsenna oder auch Laris Porsenna war laut späterer Überlieferung ein König des etruskischen Clusium. Dass es einen Herrscher dieses Namens tatsächlich gab, gilt vielen Forschern ungeachtet der schwierigen Überlieferungslage als gesichert, unklar ist allerdings, wie zuverlässig die sehr viel später verfassten Berichte über seine Taten sind. Zumindest der Namensteil Porsenna wird von der Forschung oft als Beiname aufgefasst und mit dem etruskischen Wort purt- assoziiert. In einigen etruskischen Städten ist das Amt eines zila(r)th purthne belegt, welches vielleicht als Dictator oder auch Ädil übersetzt werden kann. Lars Porsenna könnte demnach auch eine Verballhornung dieses Titels sein.

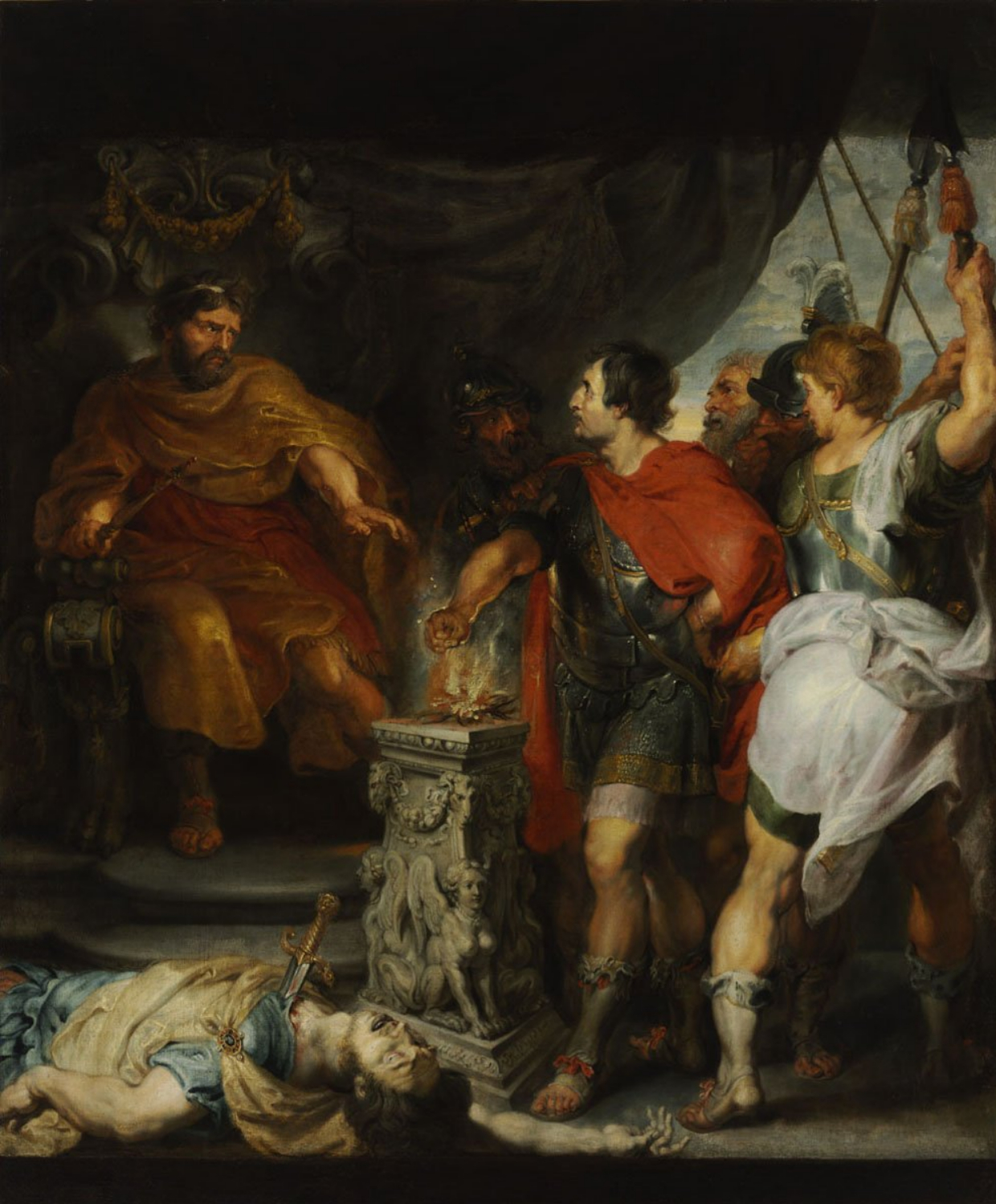
Mucius Scaevola vor Porsenna, Gemälde von Peter Paul Rubens und Anthonis van Dyck, vor 1628, Museum der Bildenden Künste, Budapest

Andere Forscher, wie Tim Cornell, sehen in Porsenna ebenso wie in den römischen Königen generell eher eine Art „Warlords“, die erst in der späteren Überlieferung zu „Königen“ stilisiert wurden.

## Leben
Wie bei allen Berichten über die römische Frühzeit fällt es auch bei Lars Porsenna sehr schwer, zwischen Mythos und historischer Realität zu unterscheiden. Die antiken Historiker Titus Livius und Dionysios von Halikarnassos, die viele Jahrhunderte nach den angeblichen Ereignissen lebten und sich vornehmlich auf mündliche Überlieferungen stützten, berichten, dass nach dem Sturz des römischen Königs Tarquinius Superbus (510 v. Chr.) Lars Porsenna, der König des etruskischen Clusium, auf Rom vorgerückt sei und die Stadt belagert habe (508 v. Chr.), um den Thron für den Vertriebenen zurückzugewinnen. Ob Porsenna die Stadt einnehmen konnte, wird in den Quellen nicht deutlich. Zum einen schildern Livius und Dionysios, dass Porsenna die Belagerung auf Grund der Einsatzbereitschaft der römischen Jugend abbrechen musste. Auf der anderen Seite finden sich bei Livius (und anderen antiken Autoren) Textstellen, die für eine erfolgreiche Einnahme sprechen. So sollen die Römer dem etruskischen Heer Geiseln gestellt haben.

Mutmaßliche Belagerung Roms 508 v. Chr.

Von Rom aus soll Porsenna versucht haben, seine Herrschaft über Latium auszudehnen, doch erlitt sein Sohn Aruns Porsenna vor der latinischen Stadt Aricia durch Latiner und Griechen unter dem Tyrannen Aristodemos von Kyme eine Niederlage und wurde getötet (504/503 v. Chr.). In Bezug auf die Schlacht bei Aricia überliefern Livius und Dionysios noch freiwillige Aufnahme und Pflege etruskischer Verwundeter, von denen sich später einige im sogenannten Tuskischen Viertel am Forum angesiedelt hätten.
Der Vater musste sich nach der Schlacht aus Rom wieder zurückziehen und ist wohl nach Clusium zurückgekehrt, wo er wahrscheinlich irgendwann zu Beginn des 5. Jahrhunderts v. Chr. verstarb. Ein architektonisch anspruchsvolles Grab, angeblich 90 m im Durchmesser und 180 m hoch, soll den Leichnam aufgenommen haben. Hinsichtlich der Existenz dieses Grabmals meldete aber schon der antike Autor Plinius der Ältere Zweifel an; doch ist festzuhalten, dass die Etrusker einen Hang zu architektonisch aufwändigen Grabmälern hatten, welche Bestattungsort und Kultstätte verbanden.
Der vermeintlichen Sakralität eines „archaischen“ Königtums entsprechend, wird über Lars Porsenna berichtet, dass er ein Ungeheuer mit Namen Olta, das die Umgebung von Volsinii verheerte, durch Herbeirufen eines Blitzes vertrieben habe. Der mythische Blitzzauber stellt Porsenna in eine Reihe mit weiteren mythischen Gestalten der römischen Frühgeschichte wie Numa Pompilius und Tullus Hostilius. Dies deutet darauf hin, dass es sich bei der Erzählung um einen in Mittelitalien geläufigen Mythenkomplex handelte. Zu beachten ist dabei, dass manche Forscher davon ausgehen, dass es weder in Rom noch bei den damaligen Etruskern tatsächlich ein Königtum gab.

## Abwandlungen der Überlieferung
In römischen Legenden wird nicht von der Einnahme der Stadt durch Porsenna, sondern von der wundersamen Rettung durch einen Helden oder eine Heldin berichtet. Rom soll damals wahlweise von Cloelia oder auch Gaius Mucius Scaevola gerettet worden sein.

## Deutungen der Forschung
Die Forschung lehnt die von Livius und Dionysios von Halikarnassos vorgebrachte Begründung für den Kriegszug, die Rückeroberung des Thrones für die Tarquinier, fast einhellig ab. Über die tatsächlichen Beweggründe Lars Porsennas gibt es in der Forschung divergierende Meinungen. So gibt es einerseits die Theorie, Porsenna hätte Tarquinius selbst vertrieben, andererseits die, dass Tarquinius Porsenna gerufen und nach der Einnahme dessen Sohn eingesetzt haben soll.
Als Grundkonsens lässt sich annehmen, dass Lars Porsenna in seiner Funktion als König oder Warlord in der von Expansionsbestrebungen der etruskischen Städte nach Nord- und Süditalien und dem Erstarken der Griechenstädte geprägten Zeit des 6. und 5. Jahrhunderts vor Christus die Machtkämpfe in Rom für sich nutzen wollte, um seinen eigenen Herrschaftsbereich zu vergrößern. Trotz der differierenden Quellenlage werden in der Forschung zumeist eine erfolgreiche Einnahme Roms durch Lars Porsenna und damit zusammenhängende Zwangsmaßnahmen, wie das Verbot der Eisenverarbeitung, „was praktisch einer Entwaffnung gleichkam“, angenommen. Die anekdotenhafte Überlieferung der Heldentaten des Scaevola und der Cloelia sollten – wie die heutige Forschung vielfach annimmt – über die historischen, für Rom wenig ehrenvollen und bedrohlichen Erfahrungen hinwegtäuschen.
Der Bericht über die Aufnahme und Ansiedlung von Etruskern in Rom in der Folge der Schlacht bei Aricia wird von manchen Gelehrten jedoch auf Grund der Nichtbeteiligung Roms an der Schlacht als erklärende Geschichte betrachtet. Einzig wahrscheinlich erscheint in diesem Zusammenhang eine mögliche Zwangsmaßnahme Porsennas, die den Römern auferlegte, Etrusker zeitweise aufzunehmen.

## In der Malerei
- Ferdinand Bol: Mucius Scaevola verbrennet seine Hand im Beysein des Königes Porsenna.[9]
- Giambattista Tiepolo: Mucius Scaevola vor Porsenna, um 1750[10]